# Silvia Semeraro
Silvia Semeraro (Taranto, 2 maggio 1996) è una karateka italiana, specializzata nella disciplina del kumite. È stata campionessa continentale ai Giochi europei di Minsk 2019 e vincitrice della medaglia oro ai Giochi del Mediterraneo di Tarragona 2018, nel kumite -68 chilogrammi.
Fa parte del Gruppo Sportivo Fiamme Oro con il grado di cintura Nera 5º Dan, ad oggi è atleta di interesse nazionale/internazionale.
Grazie al secondo posto ottenuto nel torneo di Parigi del 2021 ha guadagnato la qualificazione ai Giochi olimpici estivi di Tokyo 2021.

## Palmarès
- Giochi europei

Minsk 2019: oro nel kumite -68 kg;
- Europei

Novi Sad 2018: argento nel kumite a squadre; bronzo nel kumite -68 kg;
Guadalajara 2019:  bronzo nel kumite -68 kg;  bronzo nel kumite a squadre;
Poreč 2021: bronzo nel kumite a squadre;
- Giochi del Mediterraneo

Tarragona 2018: oro nel kumite -68 kg;